# 45e régiment d'artillerie
Le 45e régiment d'artillerie de campagne (ou 45e RAC) est un régiment d'artillerie de l'armée française créé à Orléans en 1910. Il combat lors de la Première Guerre mondiale et la Seconde Guerre mondiale.

## Création et différentes dénominations
- 1910 : 45e régiment d'artillerie de campagne (45e RAC)
- 1917 : 45e régiment d'artillerie de campagne portée (45e RACP)
- 1923 : dissolution
- 1934 : recréation puis dissolution
- 1939 : 45e régiment d'artillerie mixte divisionnaire (45e RAMD)
- 1940 : dissolution

## Chefs de corps
- 1er octobre 1910 - ... : colonel Bro
- Août 1914 : colonel Consigny
- Août 1916 : colonel Bonacorsi
- Avril 1917 : colonel Baignol
- 1940 : colonel Mosser[1]

## Historique

### 1910 - 1914
Régiment créé le 1er octobre 1910 dans le cadre de la loi du 24 juillet 1909[réf. souhaitée]. Il est formé à Orléans à partir des batteries des 30e et 32e régiments d'artillerie stationnées à Orléans.

### Première Guerre mondiale
(juillet 2020).
À la mobilisation le 2 août 1914 :
Dépôt : quartier Châtillon à Orléans. Le 45e  RAC constitue le régiment d’artillerie de corps du 5e corps d'armée qui a pour affectation organique la 3e armée.
Régiment composé de quatre groupes de trois batteries de 4 pièces de 75 mm soit un total de 48 pièces (canons de 75 mm modèle 1897). Il forme également en août 1914 un groupe de renforcement de 75, qui sert à la 55e DI et rejoint en 1917 le 230e RAC, un groupe territorial de canons de 95, qui est affecté au camp retranché de Paris et rejoint en 1917 le 222e RAC et une batterie de 75, qui sert à la 72e DI et rejoint en 1917 le 261e RAC.
Principaux engagements d'après l'Historique régimentaire 1914-1918
- Bataille des Frontières 7-23 août 1914
- Retraite 24 août - 6 septembre 1914
- Bataille de la Marne 6-12 septembre 1914
- Argonne en octobre 1914
- Argonne de janvier à août 1915

Juin 1915 : les 3e et 4e groupes quittent le 45e pour former le 245e RAC.
- Argonne de juin à décembre 1915 pour le 1er groupe - Bataille de Vauquois
- Champagne en septembre 1915 pour le 2e groupe - Bataille de Champagne (1915)
- Bataille de Verdun, de mars à juillet 1916
- Août 1916 - entraînement au camp de Mailly
- Septembre à novembre 1916 - Bataille de la Somme
- Bataille du Chemin des Dames, avril 1917

Septembre 1917 : le 45e RAC devient le 45e RACP (artillerie portée), à trois groupes autotractés.
- Secteur de Coucy-le-Château novembre 1917 - janvier 1918
- Avril 1918 - Offensive du printemps
- Combat de Cœuvres Bataille de l'Aisne (1918)
- Offensive des Cent-Jours avec la 10e armée de Mangin
- Offensive Meuse-Argonne avec la 4e armée de Gouraud
- 1919 - zone d'occupation dans le Palatinat

### Entre-deux-guerres

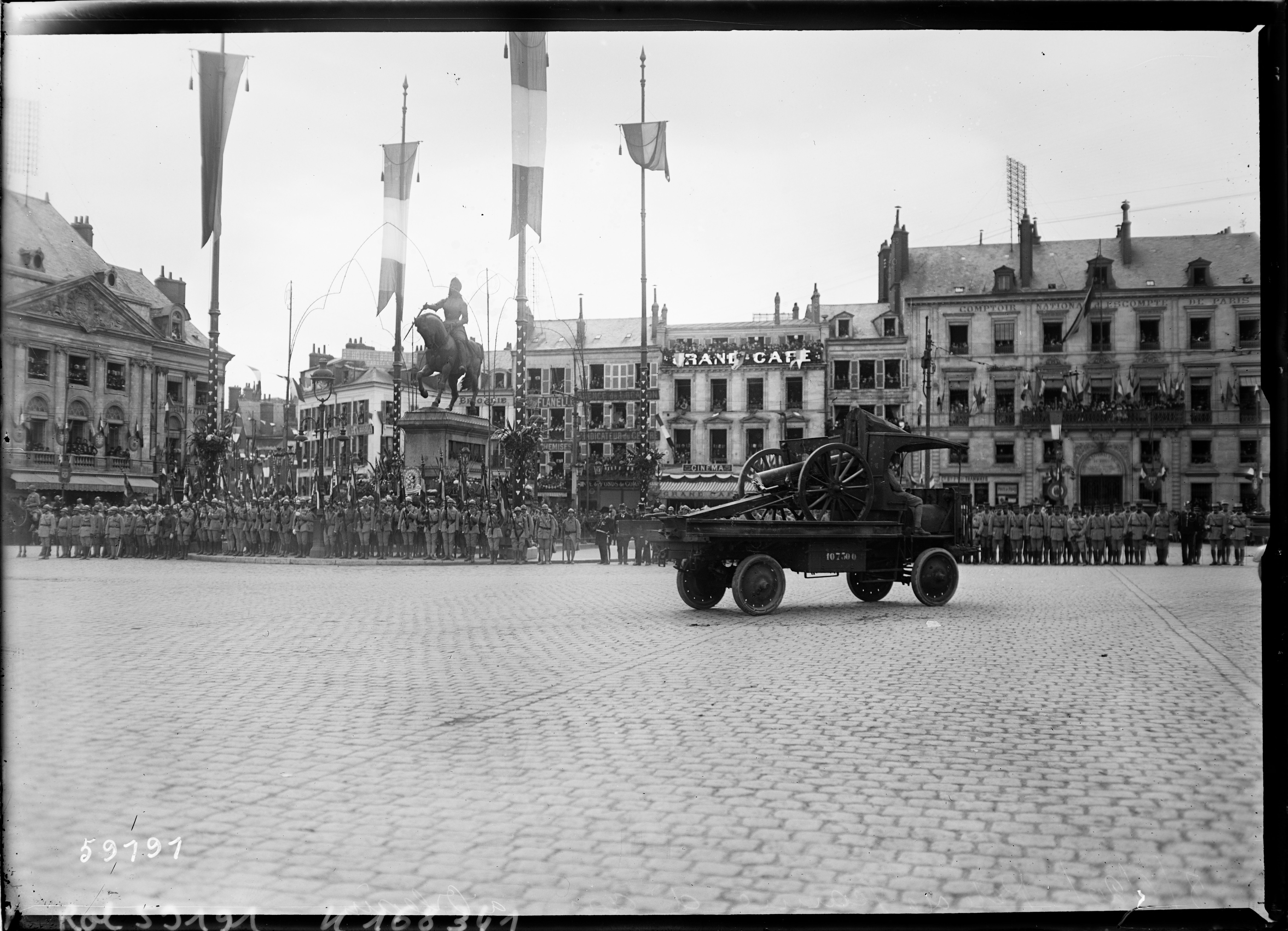
Canon de 75 porté à Orléans le 8 mai 1920.

Il revient à Orléans en 1919. Il est dissous le 31 décembre 1923, ses éléments rejoignent le 30e RAD et le 355e régiment d'artillerie portée.
Il est recréé en 1934 et dissout quatre jours plus tard en devenant le 55e régiment d'artillerie.

### Seconde Guerre mondiale
À la mobilisation, il est recréé le 13 septembre 1939 par le centre mobilisateur d'artillerie no 5 d'Orléans. Il est constitué d'une batterie hors rang, de trois groupes de canons de 75 modèle 1897 (soit 36 canons), d'un groupe de canons de 155 C Schneider (soit 12 canons) et d'une batterie divisionnaire anti-char (BDAC) armée de canons de 75 (mle 1897) utilisés en antichar. Il est rattaché à la 55e division d'infanterie. Division de réserve de série B faisant face aux meilleures unités de la Wehrmacht, la 55e DI est mise en déroute pendant la percée de Sedan le 13 mai 1940. En particulier, le régiment abandonne ses positions le 13 au soir pendant la « panique de Bulson », rumeur qui évoque la présence de chars allemands au milieu du dispositif français. Anéanti, le 45e RAMD est en conséquence dissout le 31 mai.

## Etendard
Il porte, cousues en lettres d'or dans ses plis, les inscriptions suivantes :
- La Somme 1916
- L'Aisne 1917-1918

## Sources et bibliographie
- Historique du 45e régiment d'artillerie de campagne : campagne 1914-1918, Paris, Chapelot, 1920, 44 p., lire en ligne sur Gallica.